# 도인정
도인정(일본어: 東員町)은 일본 미에현 북부에 있는 이나베군의 정이다. 이나베군의 대부분이 이나베시가 된 현재 이나베군에 속하는 유일한 지방자치체이다.

## 지리
정의 중앙을 이나베강이 동쪽으로 흐르고, 북부로 가면서 높이 100m 전후의 완만한 구릉을 형성하고 있다. 동쪽은 구와나시, 서쪽은 이나베시, 남쪽은 욧카이치시, 북쪽은 구릉을 거쳐 구와나시 다도정과 인접하고 동서 5km, 남북 7.3km, 총면적 22.66km2의 행정구역을 가지는 도시 근교 농촌이다.

## 역사
- 1954년 11월 - 도인촌이 성립하였다.
- 1967년 4월 - 정으로 승격해 도인정이 되었다.

## 교통

### 철도
- 산기 철도(일본어판) 호쿠세이선
  - (← 이나베시 오이즈미역) - 도인역 - 아노역 - (구와나시 나나와역 →)

### 도로
- 국도 제365호선 (일본)(일본어판)
- 국도 제421호선 (일본)(일본어판)